# Westland Aircraft
Westland Aircraft — британська компанія, виробник літальних апаратів, яка була розташована у Йовілі, Сомерсет. Компанія була створена шляхом розділення Petters Ltd майже перед початком Другої світової війни, Westland будували літаки з 1915. Під час війни компанія створювала численні невдалі конструкції, але їхній Lysander успішно використовувався як літак зв'язку Королівськими ВПС. Після війни компанія сфокусувала свої зусилля на вертольотах і була об'єднана з кількома британськими фірмами утворивши у 1961 Westland Helicopters.

## Історія

### Створення

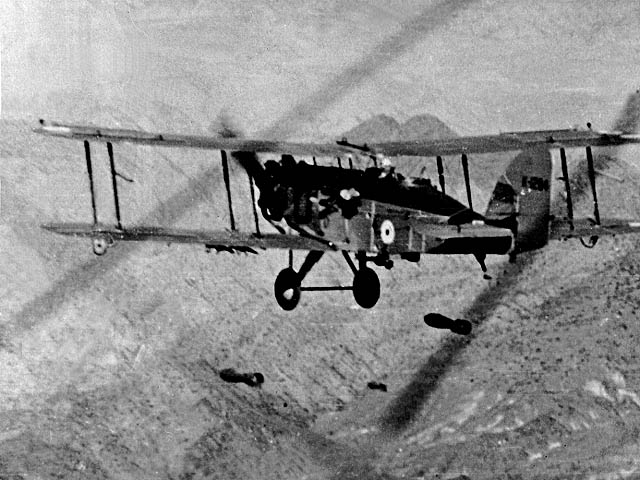
Westland Wapiti

У 1915 Westland Aircraft Works було створено як підрозділ Petters Limited у відповідь на урядові замовлення для будівництва за ліцензією 12 гідропланів Short Type 184, а потім 20 літаків Short Type 166. Після завершення Першої світової війни надійшли наступні замовлення на літаки, в тому числі Sopwith 1½ Strutter, de Havilland під назвами Airco DH.4, Airco DH.9 та Airco DH.9A і Vickers Vimy. Назва «Westland» була обрана місіс Петтер на честь територій які було придбано у 1913 у Західному Хендфорді для нового ливарного виробництва, але в кінцевому випадку стала центром літакобудування. Завдяки набутому досвіду при будуванні літаків за ліцензією, Westland почали розробляти і будувати власні літаки, починаючи з Westland N.1B у 1917, за яким у 1918 з'явилися  Wagtail та Weasel.
Після закінчення війни, Westland випустили легкі літаки Limousine та Woodpigeon для цивільного ринку, але найбільшого успіху досягнув літак ближньої підтримки Wapiti. У 1935 Petters відокремив виробництво літаків від виробництва авіаційних двигунів утворивши Westland Aircraft Limited, розташований у Йовілі, Сомерсет.

### Друга світова війна

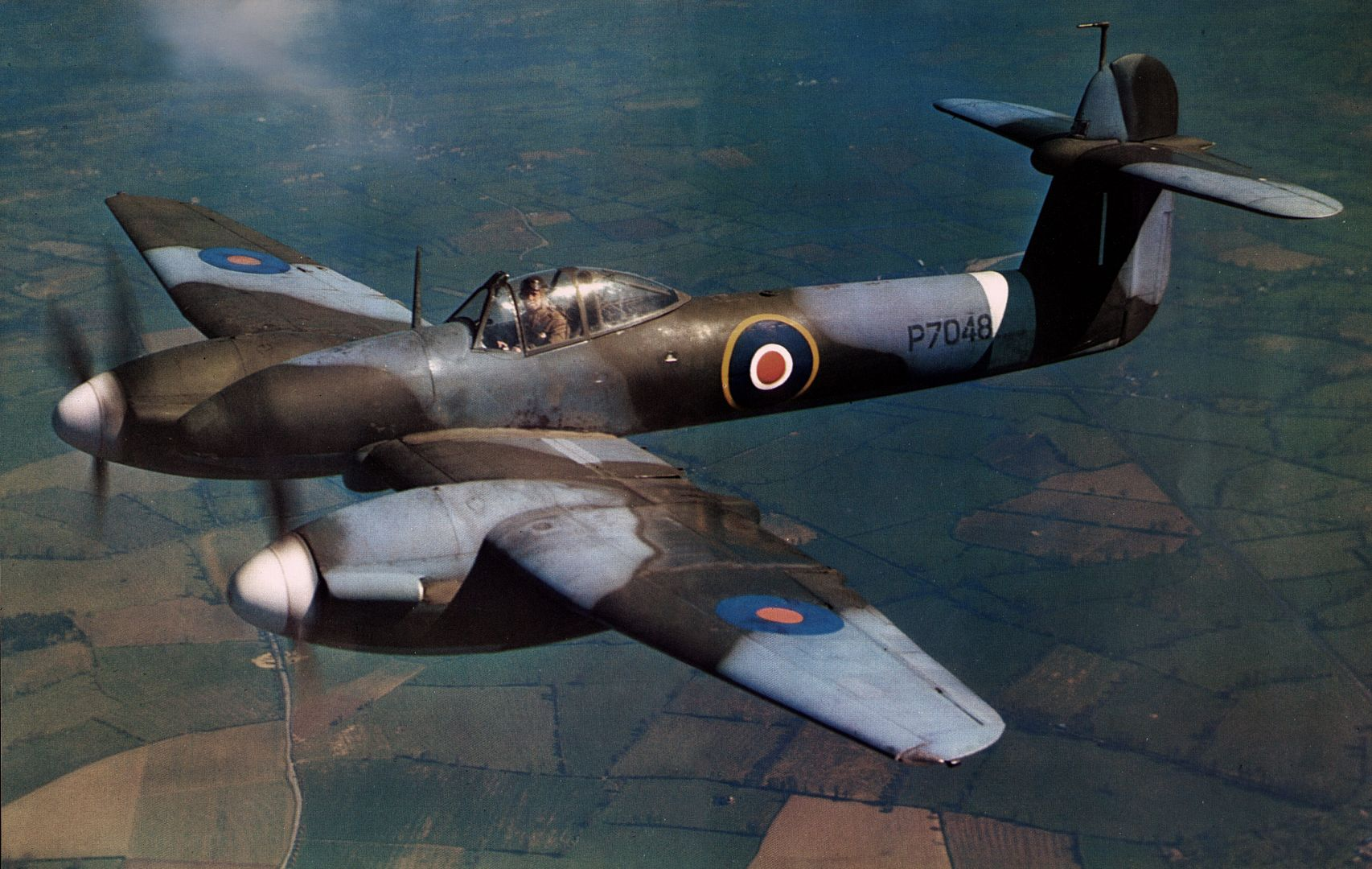
Важкий винищувач «Вірлвінд»

Винищувач «Вірлвінд» став першим британським винищувачем, який був озброєний гарматами і був швидшим за інші британські літаки того часу, але не випускався через проблеми з випуском двигунів Rolls-Royce.
Розвідувальний літак Lysander, створений у співпраці з армією, було замінено через сильну вразливість, але його використовували для спеціальних операцій на окупованій території. Westland протягом війни представляли нові конструкції літаків, але прийнято було лише Welkin. Літак Welkin мав два висотних двигуна створені для перехоплення німецьких бомбардувальників які літали на великій висоті. Зі зменшенням загрози виробництво було припинено.
Більшу частину війни на фабриках компанії випускали Supermarine Spitfire, після того як фабрика з виробництва Supermarine у Саутгемптоні було розбомблено під час битви за Британію; справді Westlands побудували більше Spitfires ніж інші виробники. Westland стали головними розробниками літака Supermarine Seafire, морської версії Spitfire.

### Повоєнний успіх

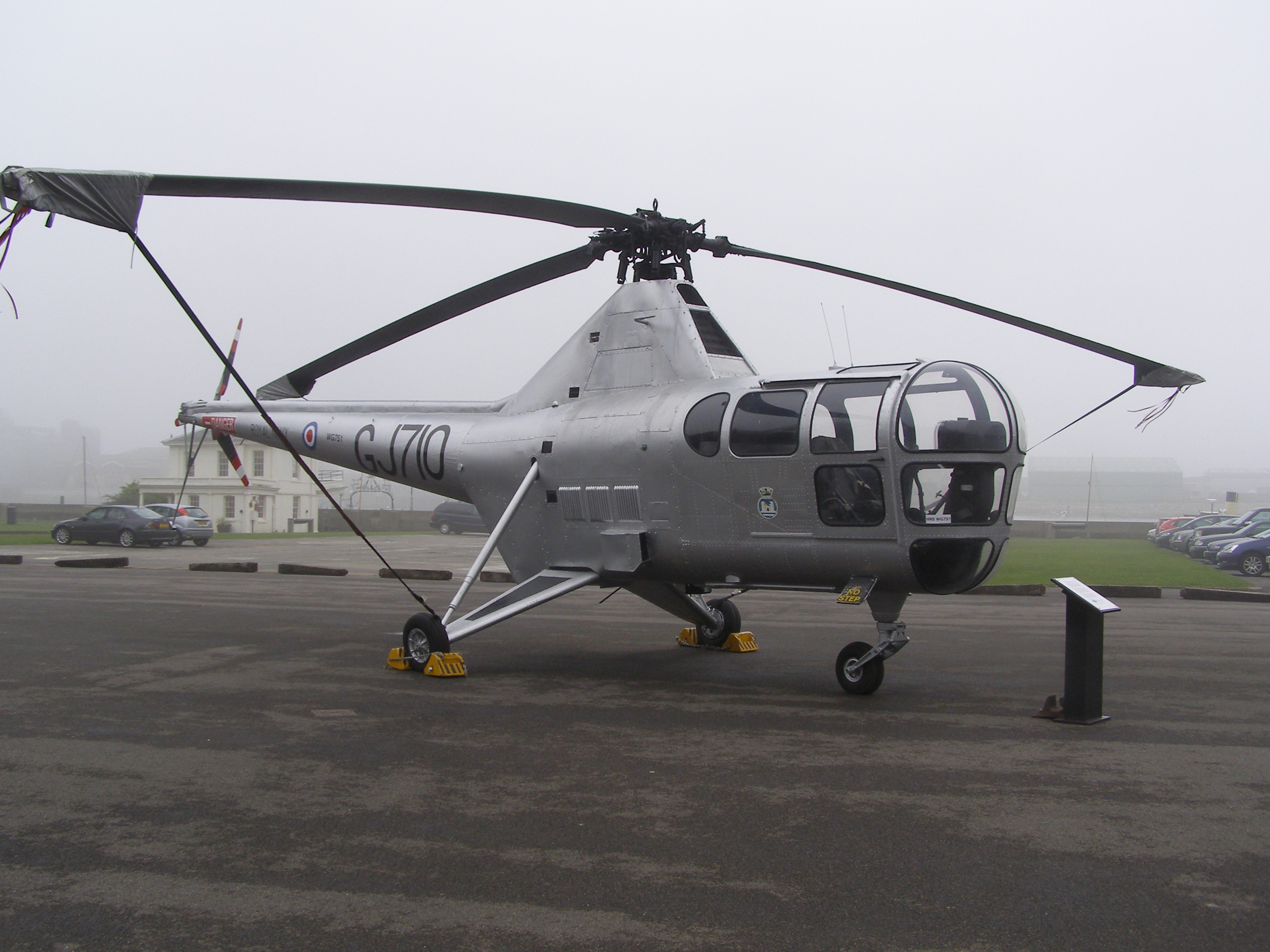
Westland WS-51 Dragonfly

Ударний вертоліт Westland Wyvern став повоєнною конструкцією для авіаносців для повітряних сил флоту де знаходився на службі до 1958.
У післявоєнний період компанія вирішила відійти від будівництва літаків і сконцентрувати свою увагу на будівництві вертольотів за ліцензійною угодою з Sikorsky. Через розпад W.E.W. Petter, головний конструктор, покинув компанію для створення авіаційного підрозділу English Electric яка стала дуже успішною.
Виробництво розпочалося з Sikorsky S-51 який вперше піднявся у повітря у 1948 і випускався під назвою Westland-Sikorksy Dragonfly, який був прийнятий на озброєння Королівських ВМС та ВПС з 1950. Westland випускав покращену версію Widgeon, який не був успішним. Успіх з Dragonfly було повторено з Sikorsky S-55 який став Whirlwind, а також перероблений Sikorsky S-58 у двох варіантах з турбовальним і турбінним двигунами під назвою Wessex.
У 1952 Westland прийняли рішення про можливу розробку трьох конструкції вертольотів:
- W-80 який був середнім вертольотом на 24 пасажири для польотів на близькі дистанції з фіксованим посадковим шасі і схожий на майбутній Westland Commando.
- W-81, високошвидкісний, обтічний вертоліт на 32 пасажири, зі складаним шасі і швидкістю у 240 км/год. Як і більшість сучасних вертольотів він мав дві турбіни на фюзеляжі.
- W-85. Дуже великий вертоліт який міг піднімати 15 тонн (100 солдат або їх обладнання) у військовій версії.[3] Він був такий великий, що джипи і артилерія могли стояти поряд у транспортній кабіні. Завантаження і розвантаження через двостворчасті двері у носі і висувній рампі у кормі. Живлення повинно було йти від лопатевої системи, де на кожній з трьох лопатей було встановлено обтічну гондолу з турбореактивними двигунами у кожній гондолі.[4]

Ні ці три вертольоти Westland, ні більший (діаметр несного гвинта 61 м) W-90 запропоновані для розробки у 1952 не просунулися далі паперових розробок. Westland розробляли у приватному порядку великий вантажний вертоліт для перевезення космічних човників створені за допомогою головки несного гвинті від Sikorksy — Westland Westminster — але цю розробку було залишено на користь фінансованого урядом Fairey Rotodyne.

### Примусове злиття
У 1959—1961 британський уряд примусово провів об'єднання 20 або більше британських авіаційних фірм у три великі групи з отриманням контрактів і урядовим фінансування. Розробкою і випуском літаків займалися British Aircraft Corporation і Hawker Siddeley Group, вертолітні підрозділи Bristol, Fairey та Saunders-Roe (з судно на повітряній подушці) було об'єднано з Westland утворивши Westland Helicopters у 1961.

## Продукція

### Літаки
- Westland N.1B
- Westland Wagtail
- Westland Weasel
- Westland Limousine
- Westland Walrus
- Westland Dreadnought
- Westland Woodpigeon
- Westland Widgeon
- Westland Yeovil
- Westland Wizard
- Westland Westbury
- Westland Wapiti
- Westland Witch

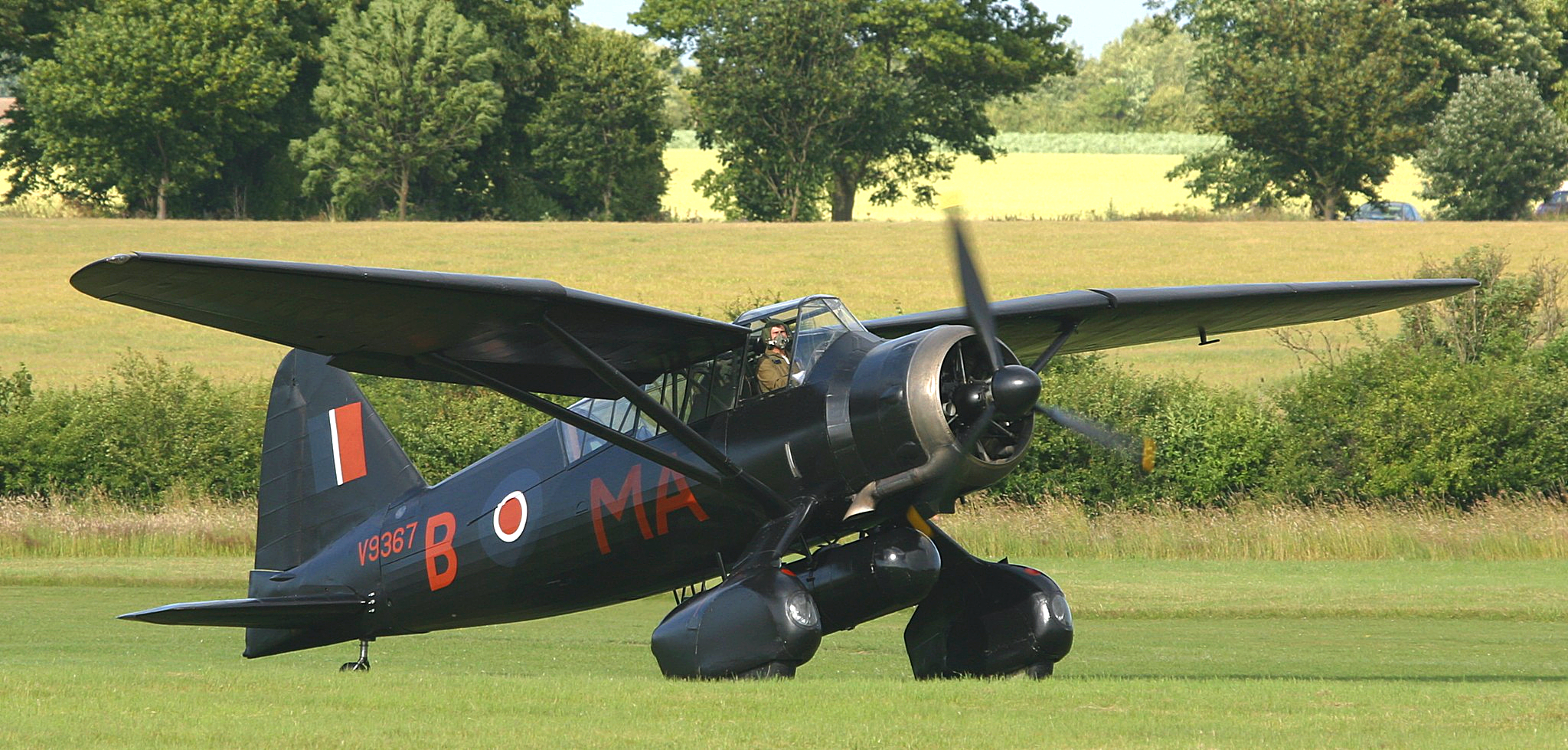
Westland Lysander

- Westland-Hill Pterodactyl series of tailess aircraft
- Westland Interceptor
- Westland IV and Wessex
- Westland C.O.W. Gun Fighter
- Westland Wallace
- Westland PV-3 (Houston-Westland)
- Westland PV-6 (Houston-Wallace)
- Westland PV.7
- Westland F.7/30
- Westland Lysander
- Westland Whirlwind
- Westland Welkin
- Westland Wyvern
- Fairey Gannet AEW.3 — Westland Aircraft взяв на себе виробництво Gannet AEW.3 у 1960

### Вертольоти

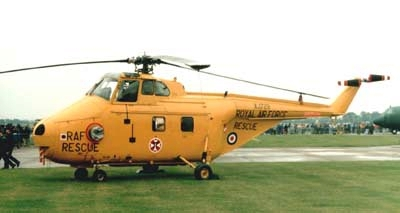
Westland Whirlwind.

- Cierva C.29 спільний проект Cierva/Westland, побудований, але ніколи не літав
- Westland CL.20 двомісний автожир побудований Westland, позначення «CL» походить від Cierva та George Lepere (Leo et Oliver). Війна завадила подальшому виробництву.

- Fairey Rotodyne — Westland Aircraft розпочали роботи над прототипом у 1960
- Westland Dragonfly ліцензійна версія американського Sikorsky S-51
- Westland Wessex версія Sikorsky S-58 з турбіною
- Westland Whirlwind — ліцензійна версія американського Sikorsky S-55/H-19 Chickasaw британськими двигунами.
- Westland Widgeon приватна розробка Westland Aircraft покращеного Westland WS-51 Dragonfly
- Westland Westminster (1958) — важкий вертоліт, приватна розробка на стадії прототипу

### Інше
- Westland-Lepere Autogiro

## Дочірні компанії
Компанія Normalair була створена для виробництва і продажу запобіжних клапанів які використовували у проекті Welkin.